# 峨眉蹄盖蕨
峨眉蹄盖蕨（学名：Athyrium omeiense）为蹄盖蕨科蹄盖蕨属下的一个种。

## 扩展阅读
- 維基物種上的相關：峨眉蹄盖蕨